# 饶良镇
饶良镇，是中华人民共和国河南省南阳市社旗县下辖的一个乡镇级行政单位。

## 行政区划
饶良镇下辖以下地区：
饶良村、张庄村、二户岗村、岽子营村、谭北村、核桃树村、黑刘庄村、陈庄村、黄桥村、曹庄村、程洼村、安庄村、樊营村、邱庄村、豆庄村、孟庄村、刘岗村和吴营村。